# Centro de Controle de Zoonoses
Centro de Controle de Zoonoses (CCZ)  são unidades de saúde pública que têm como atribuição fundamental prevenir e controlar as zoonoses (como raiva e o calazar, além da dengue e doença de Chagas), desenvolvendo sistemas de vigilância sanitária, vigilância epidemiológica e vigilância ambiental em saúde.
Os mesmos desempenham suas funções através do controle de populações de animais domésticos (cães, gatos e animais de grande porte) por meio de esterilização cirúrgica (castração) e controle de populações de animais sinantrópicos. Essa ação é baseada em trabalhos educativos, procurando esclarecer e contar com a colaboração e participação de toda a sociedade, complementada por ações legais e fiscais.
Em nível local, nacional e internacional, os CCZ elaboram e organizam constantemente programas de treinamento, estágios, atualização e intercâmbio entre os profissionais que atuam nesta área específica.